# شیخ عیسی، حلب
شیخ عیسی (به عربی: الشیخ عیسي) یک روستا در سوریه است که در ناحیه تل رفعت واقع شده‌است. شیخ عیسی 2137
۶ نفر جمعیت دارد.